# 21 Savage
21 Savage, de son vrai nom Shéyaa Bin Abraham-Joseph, né le 22 octobre 1992 à Londres, est un rappeur et auteur-compositeur-interprète britannique expatrié à Atlanta aux États-Unis. Il gagne en popularité en 2016 avec le titre Red Opps, et devient mondialement connu avec son single No Heart cumulant plus de 100 millions de vues sur YouTube en quelques mois.

## Biographie

### Enfance et débuts
Shéyaa Bin Abraham-Joseph est né le 22 octobre 1992 dans le quartier de Plaistow du borough londonien de Newham, à Londres. À 7 ans, il part vivre aux États-Unis avec sa mère. Il retourne en Angleterre pour l'enterrement de son oncle assassiné par balle. Très tôt, Shéyaa est impliqué dans des histoires de drogues et de gangs. Il dit dans ses chansons avoir commencé à trafiquer de la drogue à 14 ans. En juillet 2005, il retourne, avec sa famille, à Decatur, dans la zone 6 d'Atlanta aux États-Unis. Il grandit avec sa mère, son beau-père et ses 6 sœurs et 4 frères,.
En classe de 5e, Shéyaa est exclu de son collège pour avoir ramené un pistolet type colt dans l'établissement scolaire. Il est alors envoyé par la suite dans un centre de détention juvénile à Panthersville, au Sud d'Atlanta. Très tôt, Shéyaa est impliqué dans des histoires de drogues et de gangs. Il rejoint lors de son adolescence le "21Gang", une bande appartenant au gang des "Bloods". Le gang reprend comme nom une partie du code postal de la ville "2100" et comme insigne une dague, ayant une signification tenue secrète.

### Carrière
21 Savage réalise sa première mixtape The Slaughter Tape le 25 mai 2015[réf. nécessaire].
Le 2 juillet 2015, 21 Savage sort Free Guwop, un EP collaboratif avec le producteur Sony Digital. Le nom du projet est un hommage au rappeur Gucci Mane, alors incarcéré[réf. nécessaire].
Le 1er décembre 2015 sort sa seconde mixtape Slaughter King[réf. nécessaire].
21 Savage est ensuite nommé dans la XXL Freshman Class 2016.
Le 15 juillet 2016, 21 Savage sort son second EP Savage Mode en collaboration avec le producteur de St. Louis Metro Boomin. L'EP contient les hits No Heart et X s'étant respectivement classés 43e et 36e au Billboard Hot 100.
Il est invité en novembre 2016 par Drake sur le titre Sneakin'[réf. nécessaire].
Son premier album studio, intitulé Issa Album, sort le 7 juillet 2017. Le nom de l'album fait référence à une interview passée pour le site VladTV.com, dans laquelle, à la question « What does the cross on your forehead signifying? », l'artiste répond fermement « Issa knife! ». Bank Account, titre majeur de l'album, est certifié disque de platine au mois de septembre.
Le 15 septembre 2017 sort le single Rockstar en collaboration avec Post Malone. Le titre rencontre un énorme succès, atteignant la 1re place au Billboard Hot 100,.
L’album I Am > I Was parle de la vie de 21 Savage et de ses difficultés durant sa vie.
Cet album a été reconnu par la chanson a lot qui a plus de 150 millions de vues sur Youtube et a notamment reçu un Grammy dans la catégorie meilleure chanson de rap en 2020[réf. nécessaire].
21 Savage a été nommée parmi les 100 personnes les plus influentes en 2024 par le Times Magazine, dans la catégorie artiste.

## Affaires judiciaires
En octobre 2014, il est reconnu coupable d'un crime lié à la drogue dans le comté de Fulton en Géorgie,. 
Il est placé en détention le 3 février 2019 par l'United States Immigration and Customs Enforcement, l'agence de police douanière et de contrôle des frontières des États-Unis, qui l'a accusé d'être un ressortissant britannique en situation irrégulière depuis l'expiration de son visa en juillet 2006 qu'il n'a jamais renouvelé,. En 2023, il annonce avoir le statut de résident permanent aux États-Unis .

## Vie privée
En 2011, Larry White, le bras gauche de Shéyaa, est assassiné avec sa mère à son domicile. 21 Savage se tatoue alors le visage : Rip 21 Larry. C'est quelques mois plus tard que le frère du rappeur, Quantivayus, est assassiné au couteau en prison.[réf. nécessaire]
Tandis que 21 Savage et son gang se font de plus en plus important au sein du quartier, le jeune homme et son meilleur ami JohnnyB sont pris dans une fusillade le 22 octobre 2013, le jour du 21e anniversaire de 21 Savage.
Le rappeur est touché par six balles dont une dans la tête et son ami meurt dans cette fusillade. Le jeune homme échappe de peu à la mort puis traverse  la partie sans doute la plus difficile de sa vie ; il commence à consommer de plus grandes quantités de drogue.
21 Savage a pour religion l'Ifa,, une religion pratiquée par les Yorubas, une ethnie du Nigeria mais lors d'une émission pour la chaîne Genius, 21 proclame être originaire de la Dominique par son père et de Haïti par sa mère.
De juin 2017 jusque vers juin 2018, 21 Savage a été en couple avec la mannequin et femme d'affaires Amber Rose,.

## Discographie

### Album studio
- 2017 : Issa Album
- 2017 : Without Warning (avec Offset et Metro Boomin)
- 2018 : I Am > I Was
- 2020 : Savage Mode II (avec Metro Boomin)
- 2022 : Her Loss (avec Drake)
- 2024 : American Dream

### EPs
- 2015 : Free Guwop (avec Sonny Digital)
- 2016 : Savage Mode (avec Metro Boomin)
- 2021 : Spiral (Bande originale du film Spiral)

### Mixtapes
- 2015 : The Slaughter Tape
- 2015 : Slaughter King

### Singles
- 2014 : Picky
- 2014 : How to Ball
- 2015 : Red Rag, Blue Rag (feat. Yung Booke & Freaky D$MG)
- 2015 : Vette
- 2015 : Skrtt Skrtt
- 2015 : Red Opps
- 2015 : Million Dollar Liq (feat. ManMan Savage)
- 2015 : Woah
- 2015 : Air It Out (feat. Young Nudy)
- 2016 : Supply
- 2016 : Oh Ok
- 2016 : Dip Dip
- 2016 : One Foot
- 2016 : 21 Way
- 2016 : No Heart
- 2016 : Red Opps
- 2016 : Out the Bowl
- 2016 : X (feat. Future)
- 2016 : No Target
- 2017 : All the Smoke
- 2017 : Hunnid on the Drop (feat. Montell2099)
- 2017 : Yea Yea Yea
- 2017 : The Race (Remix) (feat. Tay-K & Young Nudy)
- 2017 : Bank Account
- 2017 : Nothin New
- 2018 : A Lot (feat. J. Cole)
- 2018 : Pause
- 2018 : Cocky
- 2018 : Who Run It (Freestyle)
- 2019 : Immortal
- 2019 : Motivation (21 Savage Remix) (feat. Normani)
- 2020 : Secret (feat. Summer Walker)
- 2020 : Runnin (feat. Metro Boomin)
- 2020 : Brand New Draco (feat. Metro Boomin)
- 2021 : Spiral
- 2021 : Lazy Susan (feat. Rich Brian)
- 2022 : Don't Play That (feat. King Von)
- 2022 : Peru (Remix) (feat. Fireboy DML & Blxst)
- 2022 : Run (feat. YG & Tyga)
- 2022 : Slide (Remix) (feat. Madmarcc)
- 2022 : One Mic, One Gun (feat. Nas)
- 2023 : Creepin' (Remix) (feat. Metro Boomin, The Weeknd & Diddy)
- 2023 : Sittin' on Top of the World (Remix) (feat. Burna Boy)
- 2023 : Good Good (feat. Usher & Summer Walker)
- 2023 : Both (feat. Tiesto & BIA)
- 2023 : Both (Sped Up) (feat. Tiesto, BIA & sped up nightcore)
- 2023 : Both (Slowed Down) (feat. Tiesto & BIA)

### Collaborations
- 2016 : Sneakin'  (Drake feat. 21 Savage)
- 2016 : Outside (Travis Scott feat. 21 Savage)
- 2017 : Gucci On My (Mike Will Made It feat. 21 Savage, YG & Migos)
- 2017 : Rockstar (Post Malone feat. 21 Savage)
- 2017 : Pull Up N Wreck (Big Sean & Metro Boomin feat. 21 Savage)
- 2017 : Krippy Kush (Remix) (Farruko, Bad Bunny & Nicki Minaj feat. 21 Savage & Rvssian)
- 2017 : Crisis (Rich Brian feat. 21 Savage)
- 2017 : Bartier Cardi (Cardi B feat. 21 Savage)
- 2018 : Now (Young Thug feat. 21 Savage)
- 2018 : Since When (Young Nudy feat. 21 Savage)
- 2018 : Outstanding (SahBabii feat. 21 Savage)
- 2018 : Deal (Casino feat. 21 Savage)
- 2018 : Clout (Ty Dolla $ign feat. 21 Savage)
- 2018 : PASS OUT  (Quavo feat. 21 Savage)
- 2018 : Pay You Back (Meek Mill feat. 21 Savage)
- 2018 : Just Like It (Gucci Mane feat. 21 Savage)
- 2019 : Fish Fry (Alley Boy feat. 21 Savage)
- 2019 : Floating (ScHoolboy Q feat. 21 Savage)
- 2019 : Focus (Bazzi feat. 21 Savage)
- 2019 : On the inside (Godfather of Harlem feat. 21 Savage)
- 2019 : Show me love (Alicia Keys feat. 21 Savage x Miguel)
- 2020 : By Any Means (G Herbo feat. 21 Savage)
- 2021 : Opp Stoppa (YBN Nahmir feat. 21 Savage)
- 2021 : Let It Go (feat. DJ Khaled, Justin Bieber)
- 2021 : m y . l i f e (J.Cole feat. 21 Savage, Morray)
- 2021 : Knife Talk (Drake feat. 21 Savage, Project Pat)
- 2024 : GIMME GIMME (Katy Perry feat. 21 Savage)